# Melanagromyza gracilis
Melanagromyza gracilis este o specie de muște din genul Melanagromyza, familia Agromyzidae, descrisă de Spencer în anul 1959.
Este endemică în Congo. Conform Catalogue of Life specia Melanagromyza gracilis nu are subspecii cunoscute.